# Kindia
Kindia ist eine Stadt in Guinea. Sie ist Hauptort der Präfektur Kindia in der Region Kindia. Die Entfernung zur Hauptstadt Conakry beträgt 112 km. Seit 1925 ist der Ort Sitz des guineischen Pasteur-Instituts, seit 1961 der Nationalen Schule für Landwirtschaft und des Staatliche Forschungsinstitut für Früchte.
Die folgende Übersicht zeigt die Einwohnerzahlen seit der Volkszählung 1983.
| Jahr          | Einwohner |
| ------------- | --------- |
| 1983 (Zensus) | 39.121    |
| 1996 (Zensus) | 96.074    |
| 2014 (Zensus) | 138.695   |

## Söhne der Stadt
- Seydou Keïta (1934–1985), Diplomat
- Chérif Souleymane (* 1944), Fußballspieler
- William Baldé (* 1971), Musiker
- Boubacar Diallo (* 1985), Fußballspieler
- Alpha Oumar Lelouma Barry (* 1994), Fußballspieler
- François Kamano (* 1996), Fußballspieler